# Vinay (Marne)
Vinay és un municipi francès, situat al departament del Marne i a la regió del Gran Est. L'any 2007 tenia 502 habitants.

## Demografia

### Població
El 2007 la població de fet de Vinay era de 502 persones. Hi havia 212 famílies, de les quals 46 eren unipersonals (15 homes vivint sols i 31 dones vivint soles), 85 parelles sense fills, 69 parelles amb fills i 12 famílies monoparentals amb fills.
La població ha evolucionat segons el següent gràfic:
Habitants censats

### Habitatges
El 2007 hi havia 231 habitatges, 212 eren l'habitatge principal de la família i 19 estaven desocupats. 219 eren cases i 11 eren apartaments. Dels 212 habitatges principals, 190 estaven ocupats pels seus propietaris, 14 estaven llogats i ocupats pels llogaters i 8 estaven cedits a títol gratuït; 2 tenien dues cambres, 24 en tenien tres, 54 en tenien quatre i 132 en tenien cinc o més. 174 habitatges disposaven pel capbaix d'una plaça de pàrquing. A 84 habitatges hi havia un automòbil i a 114 n'hi havia dos o més.

### Piràmide de població
La piràmide de població per edats i sexe el 2009 era:
| Homes | Edats   | Dones |
| ----- | ------- | ----- |
| 0     | 95 o +  | 0     |
| 0     | 90 a 94 | 0     |
| 0     | 85 a 89 | 0     |
| 0     | 80 a 84 | 0     |
| 8     | 75 a 79 | 8     |
| 12    | 70 a 74 | 12    |
| 16    | 65 a 69 | 8     |
| 8     | 60 a 64 | 20    |
| 12    | 55 a 59 | 4     |
| 32    | 50 a 54 | 20    |
| 16    | 45 a 49 | 32    |
| 16    | 40 a 44 | 20    |
| 28    | 35 a 39 | 20    |
| 8     | 30 a 34 | 16    |
| 16    | 25 a 29 | 12    |
| 16    | 20 a 24 | 12    |
| 12    | 15 a 19 | 24    |
| 16    | 10 a 14 | 12    |
| 12    | 5 a 9   | 8     |
| 28    | 0 a 4   | 8     |

## Economia
El 2007 la població en edat de treballar era de 328 persones, 243 eren actives i 85 eren inactives. De les 243 persones actives 231 estaven ocupades (117 homes i 114 dones) i 13 estaven aturades (7 homes i 6 dones). De les 85 persones inactives 41 estaven jubilades, 20 estaven estudiant i 24 estaven classificades com a «altres inactius».

### Ingressos
El 2009 a Vinay hi havia 215 unitats fiscals que integraven 529 persones, la mediana anual d'ingressos fiscals per persona era de 22.707 €.

### Activitats econòmiques
Dels 20 establiments que hi havia el 2007, 2 eren d'empreses alimentàries, 3 d'empreses de fabricació d'altres productes industrials, 2 d'empreses de construcció, 6 d'empreses de comerç i reparació d'automòbils, 1 d'una empresa de transport, 2 d'empreses d'hostatgeria i restauració, 1 d'una empresa immobiliària i 3 d'empreses de serveis.
Dels 9 establiments de servei als particulars que hi havia el 2009, 3 eren tallers de reparació d'automòbils i de material agrícola, 1 fusteria, 2 lampisteries, 2 restaurants i 1 agència immobiliària.
L'any 2000 a Vinay hi havia 96 explotacions agrícoles que ocupaven un total de 344 hectàrees.

## Poblacions més properes
El següent diagrama mostra les poblacions més properes.